# Стальник
Стальник (лат. Ononis) — род цветковых растений из подсемейства Мотыльковые семейства Бобовые; однолетние или многолетние травы, полукустарники или кустарники.
Всего насчитывается около 100 (по устаревшим классификациям - 70—75) видов стальника. Они встречаются преимущественно в средиземноморских областях, немногие встречаются в северной и южной Европе.

## Ботаническое описание
Многие из растений рода клейкие и покрытые железистыми волосками. Листья большей частью тройчатые, редко с неразвитыми боковыми листочками, ещё реже непарноперистые; листки зубчатые; крупные, листовидные прилистники приросли к черешку. Розовые, пурпурные, желтые или пестрые цветки появляются поодиночке или по два, по три в пазухе листьев, иногда же цветки собраны на конце ветвей как бы в кистевидное или колосовидное соцветие. Чашечка колокольчатая, изредка трубчатая, глубокопятираздельная, с почти одинаковыми долями. Флаг крупный, почти круглый, коротконоготковый; крылья продолговатые, обратнояйцевидные, лодочка изогнутая, вытянутая в клювик или редко тупая; тычинки все сросшиеся нитями, однобратственные; пестик на более или менее длинной ножке; столбик шиловидный, голый, изогнутый, рыльце головчатое, завязь двух- или многосемянная; боб продолговатый или линейный, вздутый или цилиндрический.

## Химический состав
В растениях этого рода содержится маакиаин — флавоноид из группы птерокарпанов, обладающий фунгицидными свойствами.

## Хозяйственное значение и применение
В народной медицине Ononis hircina (иначе это растение называется волчугом, волчужником, бычачей, воловьей травой, выхляником, кеншиником, рвотной травой, шелестуном, яглицей и пр.) употребляется от ломоты костей, головной боли, ревматизма, падучей болезни.
Наиболее распространён стальник полевой (Ononis arvensis), растущий на лугах, степях, межах, кустарниках. Он медоносен, из его листьев и стеблей получают жёлтую и зелёную краску. Полевой стальник выращивают как лекарственное растение, так как его корни содержат гликозиды (ононин и ононид), сапонин оноцерал и другие вещества, в виде водного отвара используемые как слабительное, главным образом — для лечения геморроя.
Ononis antiquorum используется как пастбищный корм для скота.

## Таксономия
Ononis L., 1753, Sp. Pl.: 716
Род Стальник относится к подсемейству Мотыльковые (Papilionoideae) семейства Бобовые (Fabaceae) порядка Бобовоцветные (Fabales). Таксономическая схема в соответствии с Системой APG IV по состоянию на декабрь 2023 года:
|  |                                      |  |                                   |                                   |                   |  | ещё 3 семейства | ещё 3 семейства   |                          |  |                                                             |  | еще 523 рода | еще 523 рода |  |
|  |                                      |  |                                   |                                   |                   |  | ещё 3 семейства | ещё 3 семейства   |                          |  |                                                             |  | еще 523 рода | еще 523 рода |  |
|  |                                      |  |                                   | порядок Бобовоцветные             |                   |  |                 |                   | подсемейство Мотыльковые |  |                                                             |  |              |              |  |
|  |                                      |  |                                   | порядок Бобовоцветные             |                   |  |                 |                   | подсемейство Мотыльковые |  | 102 подтвержденных вида и 27 видов, ожидающих подтверждения |  |              |              |  |
|  | отдел Цветковые, или Покрытосеменные |  |                                   |                                   | семейство Бобовые |  |                 |                   | род Стальник             |  |                                                             |  |              |              |  |
|  | отдел Цветковые, или Покрытосеменные |  |                                   |                                   |                   |  |                 |                   |                          |  |                                                             |  |              |              |  |
|  |                                      |  | ещё 63 порядка цветковых растений | ещё 63 порядка цветковых растений |                   |  |                 | еще 5 подсемейств | еще 5 подсемейств        |  |                                                             |  |              |              |  |
|  |                                      |  |                                   | ещё 63 порядка цветковых растений |                   |  |                 |                   | еще 5 подсемейств        |  |                                                             |  |              |              |  |

### Синонимы
- Anonis Mill.
- Bonaga Medik.
- Bugranopsis Pomel
- Natrix Moench
- Passaea Adans.